# 奥瓦斯科 (纽约州)
奥瓦斯科（英語：Owasco）是位于美国纽约州卡尤加县的一个镇，地处卡尤加县东部、奥本东南。2010年美国人口普查时，该镇有3793人。奥瓦斯科镇建于1802年。其紧邻奥瓦斯科湖，并因此而得名。